# ستارگان پائین را می‌نگردند (مینی‌سریال)
ستارگان پائین را می نگردند (انگلیسی: E le stelle stanno a guardare) یک مینی‌سریال درام ایتالیایی به کارگردانی آنتون جولیو مایانو است که در سال ۱۹۷۱ منتشر شد. فیلم‌نامه این مجموعهٔ تلویزیونی، اقتباسی از رمان «ستارگان پائین را می نگردند» به قلم ای. جی. کرونین است. این مینی‌سریال در زمان پخش با موفقیت چشمگیری مواجه شد و هر قسمتِ آن به‌طور میانگین ۲۰ میلیون بیننده داشت.

## گزیدهٔ بازیگران
- آندره‌آ ککی
- اورسو ماریا گوئرینی
- آنا میزروکی
- جانکارلو جانینی
- آنا ماریا گوارنیه‌ری
- لورتا گوجی
- آدالبرتو ماریا مرلی
- شیلا گابل
- لائورا کارلی
- روبرتو شوالیه
- استفانو سیبالدی
- والنتینو ماکی
- گویدو چلانو
- داریو پنه
- میکله مالاسپینا
- سیلویو نوتو